# Hans Weingartz

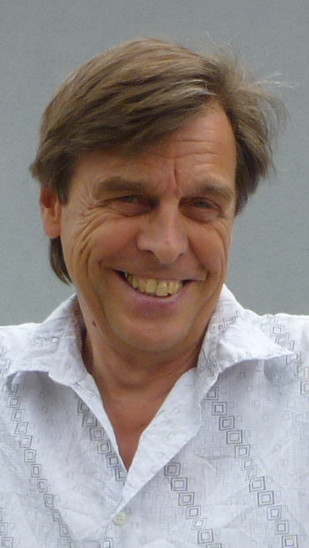
Hans Weingartz, 2014

Hans Weingartz (* 7. Februar 1949 in Oberpleis; † 15. November 2024) war ein deutscher Verleger. Er gründete 1990 den Kid Verlag in Bonn.

## Leben
Hans Weingartz wurde im heutigen Königswinterer Stadtteil Eudenbach geboren. Nach seinem Abitur 1968 studierte er Germanistik, Pädagogik und Geschichte in Bonn mit dem Ziel Lehrer zu werden. Geprägt durch die Studentenbewegung begann er während des Studiums Zeitschriften und Bücher herauszugeben. 1974 schloss er sein Studium mit dem 1. Staatsexamen ab, erhielt aber nach Lehrerreferendariat und 2. Staatsexamen als Folge des Radikalenerlasses für mehrere Jahre Berufsverbot. Nach einem erfolgreichen Gerichtsverfahren gegen das Land Nordrhein-Westfalen wurde er 1980 in den Schuldienst übernommen. Bis zu seinem Ruhestand arbeitete Weingartz als Lehrer an der Elisabeth-Selbert-Gesamtschule in Bonn Bad Godesberg.
Hans Weingartz war Gründungsmitglied der Grünen in Bonn. 1980 kandidierte er für den Landtag in Nordrhein-Westfalen.
Er starb am 15. November 2024 im Alter von 75 Jahren.

## Verleger
Im Januar 1990 gründete Hans Weingartz den Kid Verlag. Das Verlagsprogramm bestand in der Gründungsphase aus Titeln rund um das Thema Kinder und Jugendliche, Kinderrechte, Bildung und Erziehung. Nach einer Unterbrechung seiner Tätigkeit als Verleger begann 2011 ein neuer Abschnitt in der Verlagsgeschichte. Das Verlagsprogramm besteht seitdem aus Bildbänden, Sachbüchern, Regionalia und belletristischen Titeln.
Hans Weingartz initiierte 2016 die 1. Bonner Buchmesse. Von 2015 bis 2018 war er Jurymitglied für die Verleihung des Bad Godesberger Literaturpreises und von 2017 bis 2019 Jurymitglied für die Verleihung der Wachtberger Kugel – Preis für komische Lyrik.

## Veröffentlichungen

### Monografien (Auswahl)
- Auf nach Palästina: Bericht über eine Reise in das palästinensische Exil, zusammen mit Randi Crott, August 1974.
- Skulptur in Bonn, Bonn 2007, ISBN 978-3-939908-19-7.
- Der Schwebende – Bilder einer Ernst Barlach Ausstellung im Ratzeburger Dom, ISBN 978-3-929386-32-5.
- Straße der Skulpturen, Bonn 2011, ISBN 978-3-929386-33-2.
- Kunst im Rheinland: Skulpturenparks und Skulpturenpfade zwischen Koblenz und Kleve, Bonn 2015, ISBN 978-3-929386-50-9.
- 30 Jahre Kid Verlag, Bonn 2020, ISBN 978-3-947759-43-9.
- Von der Liegenden mit Kind bis Mother Earth – Kunstwerke im öffentlichen Raum von Bonn – 1950 bis heute, Bonn 2022, ISBN 978-3-947759-54-5.

### Herausgeberschaft (Auswahl)
- Die Bundesrepublik  Deutschland und die UN-Kinderkonvention, ISBN 3-929386-02-X.
- Kinderrechte und Verfassung – Vorschläge zur Änderung des Artikels 6 Grundgesetz, ISBN 3-929386-03-8.

### Artikel und Beiträge (Auswahl)
- Erstirbt das Leben in jeder öffentlichen Institution ... – Rosa Luxemburg zum Verhältnis von Demokratie und Sozialismus, in: Bonner Volksblatt, 30. Januar 1979.
- Nicht neben ’nen Kümmel, in: Wir sind alle Ausländer – Schritte zur interkulturellen Erziehung, ISBN 3-407-33301-3.
- "Bombardierung" der Kinderwelt, in: enfant t. – Zeitschrift für Kindheit, 1/1991, ISBN 3-924830-20-7.
- Vorbehalte, in: enfant t. – Zeitschrift für Kindheit, 2/1991,  ISBN 3-924830-20-7.
- Der Flüchtling – das unbekannte Wesen, in: Wir machen das! – Leben mit Flüchtlingen, ISBN 978-3-929386-69-1.